# التفكير السريع والبطيء (كتاب)
التفكير، بسرعة وببطء (بالإنجليزية: Thinking, Fast and Slow) هو كتاب صدر في 2011 لدانيال كانمان الحائز على جائزة نوبل في الاقتصاد، ويلخص فيه أبحاثه التي أجراها خلال عدة عقود، غالباً بالتعاون مع آموس تفيسكي. يغطي الكتاب كل المراحل الثلاث لحياته العملية: أيامه الأولى التي قضاها في بحث التحيز المعرفي، وعمله في نظرية التوقع، وأعماله الأخيرة في السعادة.
يناقش كانمان في هذا الكتاب ما يدعوه «المعالج الثنائي للدماغ»، حيث ينقسم الدماغ إلى نظامين يمليان علينا الطريقة التي نفكر فيها، وهما: «النظام 1» يعمل بسرعة وتلقائية، وهو نظام عاطفي ولا يأخذ كثير من الجهد، وبالمقابل فإن «النظام 2» أبطأ، ويستلزم المزيد من الجهد، ويعمل بشكل منهجي ومنطقي. ويعمل العقل وفقاً لتوازن دقيق ومعقد بين المنظومتين، في شد وجذب يشكلان أبرز قدراتنا وعيوبنا. يحدد الكتاب التحيزات الإدراكية المرتبطة مع كل منظومة للتفكير، مبتدئاً ببحث كانمان عن تجنب الخسارة. من تأطير الخيارات إلى التبديل إلى غيرها من المفاهيم، يستعرض الكتاب بحوث عقود عديدة للتأكيد على فكرة أننا نولي الأحكام البشرية ثقة مفرطة.

## نظرية التوقع
طور كانمان نظرية التوقع، والتي كانت أساساً لمنحه جائزة نوبل، لكي يولي اعتباراً للأخطاء التجريبية التي لاحظها في نظرية المنفعة التقليدية لدانييل برنولي. تضع هذه النظرية افتراضات منطقية لا تعكس اختيارات الناس الحقيقية لأنها لا تأخذ التحيزات السلوكية بعين الاعتبار.
على سبيل المثال، قد يُفترض بعقلانية أن الفرد يضع قيمة مضاعفة لاحتمالية معينة إذا ضاعفنا نسبة الاحتمالية الأصلية. فإذا كان لديه احتمالية 10٪ للفوز وأخرى 20٪، فإنه سوف يجعل قيمة الاحتمالية الثانية ضعف قيمة الاحتمالية الأولى، ولكن التجارب تظهر العكس. فالبشر يميلون أكثر إلى الفعل لتجنب الخسارة من الفعل لجني الربح. على سبيل المثال، الناس عموماً يعزون تغيرات مختلفة في القيمة المطلقة إلى احتمالية 10٪ للخسارة مقارنة باحتمالية 10٪ للربح. وكذلك يفكرون بالنقطة المرجعية حينما يقررون كم تبلغ قيمة كل احتمال. إذن، تغير 10٪ في الاحتمالية له قيمة أكبر عند أكثر الناس إذا تغيرت الاحتمالية من 0٪ إلى 10٪ مما لو تغيرت من 90٪ إلى 100٪.

## نظامان
في الفصل الأول من الكتاب، كنمان يصف المنظومتين المختلفتين التي يبني بها الدماغ الأفكار -والتي تشكل في النهاية مانسميه «الإدراك»- :
- نظام 1: سريع، تلقائي، متكرر، عاطفي، لاواع، لديه صور نمطية.
- نظام 2: بطيء، يستهلك جهدا، ليس متكررا، منطقي، حسابي، واع.

كنمان يعرض عددا من التجارب التي تهدف لتوضيح الفروق بين هاتين المنظومتين، وكيف يصلون لنتائج مختلفة انطلاقاً من ذات المُدخلات. المصطلحات والمفاهيم تشمل الانسجام، التركيز، الكسل، الربط، القفز للنتائج وكيف يبني الفرد أحكامه.

## الحدس المهني والتحيزات الإدراكية
يباشر الفصل الثاني من الكتاب في شرح الصعوبات التي يعاني منها البشر في التفكير على أسس إحصائية. فيبدأ الكتاب بتوثيق تشكيلة مختلفة من المواقف التي إما أن نصل فيها إلى قرارات ثنائية (أي إما أبيض أو أسود ولا وجود للرمادي)، أو أن نعجز عن ربط الاحتمالات الصحيحة بالنتائج المنطقية بصورة دقيقة. ثم يشرع كانمان في تفسير هذه الظاهرة مستعينًا بنظرية الحدس المهني. وقد غطى كانمان وتفيرسكي هذا الموضوع مسبقًا عام 1974 في مقالتهم البارزة بعنوان «الحكم تحت ظروف الشك: الحدس المهني والتحيزات».
واستعان كانمان بنظرية الحدس حتى يؤكد على أن النظام 1 يقوم بربط المعلومات الجديدة بالأنماط المتعارف عليها، أو الأفكار المألوفة، وذلك عوضًا عن تشكيل أنماط جديدة لكل تجربة جديدة. فعلى سبيل المثال، إذا أخذنا طفلًا لم ير في حياته أشكالًا سوى تلك التي تحتوي على أضلاع مستقيمة، ثم عرضنا عليه دائرة لأول مرة في حياته، فسوف تبدو لذهنه كشكل ثماني الأضلاع عوضًا عن منحنى مغلق. وفي سياق العدل والقانون، إذا اقتصر تفكير القاضي على حدسه المهني فقط، فسوف يحكم على النزاعات الجديدة التي تصله بدلالة القضايا المسبقة، وذلك عوضًا عن التأمل في الجوانب والتفاصيل الفريدة التي تتسم بها تلك القضية. وإلى جانب تفسير المعضلة الاحصائية، تقترح نفس النظرية تفسيرًا للتحيزات الإدراكية عند الإنسان.

## انحياز الارتساء
«تأثير الارتساء» هو الاسم الذي يطلق على ميل البشر إلى التأثر بالأرقام التي لا صلة لها بالموضوع الخاضع للدراسة. فقد وجدت الدراسات أنه عند اطلاع المشاركين بأرقام مرتفعة أو منخفصة، فسوف تتناسب ردود أفعالهم مع تلك الأرقام بغض النظر عن دلالاتها. أي أن البشر يتحيزون لصالح أول ما يتلقون من المعلومات دون تفكير في محتواها.
ويعد ذلك مفهومًا ذا أهمية كبرى ويجب أن يؤخذ بعين الاعتبار قبل الخوض في المساومات، أو عند التفكير في شراء سلعة بسعر معين. فعلى سبيل المثال، إذا سألت الناس عما إذا كان غاندي بعمر يتجاوز 114 سنة قبل وفاته، فسوف يميلون إلى المبالغة في تقدير عمره عما إذا كنت سألتهم عما إذا كان غاندي قد تجاوز عمر 35 سنة قبل وفاته. حيث تظهر الدراسات والاختبارات أدلة على أن سلوكنا كبشر يتأثر بشدة بالمعلومات المتاحة في اللحظة الراهنة بصورة أكبر مما نتخيل.

## انحياز المعرفة الفورية
انحياز المعرفة الفورية هو ميل الفرد إلى تصديق الأحداث أو المعلومات التي يتذكرها بسهولة عوضًا عن تلك التي ليست حاضرة في ذهنه. أو بعبارة أخرى، هو ميل الفرد إلى تعيين احتمالية وقوع حدث معين بناءً على وفرة الأمثلة التي يمكن للفرد أن يستحضرها في ذهنه على هذا الحدث. ويمكن تلخيص تأثير المعرفة الفورية في جملة «إذا كنت تتذكره بسهولة، فلا بد وأن يكون أمرًا مهمًا». وترتبط وفرة الأمثلة على عواقب فعل معين بإحساس الشخص بخطورة عواقب هذا الفعل. أو بعبارة أخرى، كلما شعرنا بخطورة نتائج شئ معين، كلما كانت تلك النتائج حاضرة في ذهننا بحيث يمكن أن نسترجعها من الذاكرة بسهولة. وفي بعض الأحيان قد تكون طريقة التفكير هذه مفيدة، ولكن سهولة استرجاع الأحداث من الذاكرة لا تنعكس بالضرورة على احتمالية وقوعها على أرض الواقع.

## انحياز الاستبدال
يعاب على النظام 1 أنه معرض لارتكاب خطأ استبدال المشاكل المعقدة بأخرى مبسطة. ففي أحد تجارب كانمان وتفيرسكي، والذي أُطلق عليها لقب أشهر تجربة لهما وأكثرهن جدلًا، والتي تُدعى «أحجية ليندا» (أو ما يشار إليه بمغالطة التزامن)، وفيها تم إخبار المشاركين بشخصية خيالية اسمها ليندا، وهي امرأة يافعة عزباء ومنفتحة وذكية جدًا، وهي تدرس الفلسفة، وهي مهتمة بقضايا التمييز العنصري والعدالة الاجتماعية. ثم سُئل المشاركون عما إذا كان من المحتمل أكثر أنها تعمل كموظفة صرافة، أم أنها تعمل كموظفة صرافة وأنها ناشطة في الحركة النسوية في ذات الوقت. وقد اختارت الأغلبية الساحقة من المشاركين خيار «موظفة صرافة نسوية» رغم أن هذا يتعارض مع قوانين الاحتمال (فكل موظف صرافة نسوي لا بد وأن يكون موظف صرافة، وبالتالي فإن الاحتمال الأول أشمل ونسبة احتماله أكبر. حيث أن احتمالية وقوع حدثين بالتزامن لابد وأن تكون أصغر من احتمالية وقوع أحد الحدثين فقط). وفي هذه الحال فقد استبدل النظام 1 السؤال المعقد الأصلي بسؤال أبسط منه وهو «هل ليندا نسوية؟» مع استبعاد عبارة المهنة. ولكن من ناحية أخرى يمكن تفسير هذه النتيجة باعتقاد المشاركين أن الاختيار الأول ينفي كون ليندا نسوية، وبالتالي فقد تكون أحجية ليندا مجرد مسألة ثقافية بحتة بسبب طريقة صياغة السؤال.

## التفاؤل واجتناب الخسائر
كتب كانمان عن انحياز التفاؤل المتوغل في قرارتنا، والذي قد يكون أخطر الانحيازات الإدراكية المعروفة. فإن هذا الانحياز يولد احساسًا زائفًا بالسيطرة، كما لو كانت حياتنا ومصائرنا تحت سيطرتنا بنسبة كبيرة.
فقد أظهرت إحدى الدراسات الطبيعية عن توغل أحد أنواع التفاؤل غير المبرر. فعلى سبيل المثال، مغالطة التخطيط هو ميل الأفراد إلى المبالغة في تقدير المنافع والتقليل من شأن التكاليف، مما يدفع بالإفراد إلى الإقدام على مشاريع غير آمنة. ففي عام 2002، كانت التكاليف المتوقعة لإعادة تصميم المطابخ الأمريكية تساوي 18,658 دولار، بينما كانت في الحقيقة تساوي 38,769 دولار.
وحتى يتوصل كانمان إلى تفسير تلك الثقة المفرطة، عرّف مفهومًا جديدًا سماه «ما تراه هو كل شئ». وتنص نظرية كانمان على أنه عندما يتخذ العقل قرارًا ما، فهو يتعامل في الأساس مع ما «يعرف أنه يعرفه»، وهي ظاهرة معروفة. ونادرًا ما يأخذ العقل ما «يعرف أنه يجهله» في عين الاعتبار. أما ما يجهل أنه يجهله، فلا يكترث لها العقل بتاتًا، وهي تلك الظواهر المجهولة التي نجهل إن كانت ذات صلة من الأساس.
ثم يوضح كانمان أن البشر يعجزون عن إدراك مدى تعقيد العالم حولهم، ويفشلون في أخذ كل هذا التعقيد بعين الاعتبار، وعوضًا عن ذلك تتلخص معرفتهم في مجموعة ضئيلة من التجارب والمشاهدات التي لا تمثل مدى تعقيد العالم بطبيعة الحال. وإلى جانب ذلك، يرفض العقل بصفة عامة أخذ تأثير الصدفة في عين الاعتبار وبذلك يفترض بشكل خاطئ أن الأحداث المستقبلية تعتمد بالضرورة على الأحداث الماضية.

## التأطير
الإطار هو السياق الذي نتعرف فيه على الاختيارات المتاحة. ففي أحد التجارب، سُئلت مجموعة من المشاركين عما إذا قد يوافقون على إجراء عملية جراحية نسبة نجاحها 90%، أما المجموعة الأخرى فقد تم إخبارهم أن نسبة فشل نفس العملية 10%. والنتيجة كانت أن نسبة موافقة المجموعة الأولى كانت أعلى، رغم أن الاختيارين متماثلين تمامًا.

## التكلفة الغارقة
وهو عندما يفترض المرء أن زيادة الاستثمار في مشروع معين سوف تعود بالنفع في النهاية حتى وإن كان هذا المشروع فاشلًا. فقد لوحظ أن الناس يميلون إلى إضاعة النقود والموارد في أشياء لا تعود عليهم بالنفع، مثل الاستمرار في تمويل مشروع لا يبشر بالخير لا لشئ سوى أنهم أنفقوا عليه الكثير من الموارد بالفعل. ومن بين أسباب هذا السلوك هو تجنب الإحساس بالذنب أو الندم.